# Annandaliella pectinifera
Annandaliella pectinifera é uma espécie de aranha pertencente à família Theraphosidae (tarântulas). Endêmica da Índia.